# Erik ten Hag
Erik ten Hag, född 2 februari 1970 i Haaksbergen, är en nederländsk fotbollstränare och före detta fotbollsspelare.

## Ajax
Ten Hag fick sitt genombrott som tränare säsongen 2018/19 då Ajax bland annat nådde semifinal i Uefa Champions League efter att ha slagit ut de europeiska storlagen Juventus och Real Madrid.

## Manchester United
Den 21 april 2022 kom Manchester United ut med ett pressmeddelande där Ten Hag presenterades som klubbens nästa tränare. Han skrev på ett kontrakt som sträcker sig till sommaren 2025 med en option om förlängning med ytterligare ett år.
Den 23 maj 2022 genomfördes den första presskonferensen med Ten Hag som ny Manchester United-tränare.
Under sin första säsong med Manchester United vann han ihop med laget Engelska Ligacupen efter en 2–0-vinst mot Newcastle United FC i finalen. Detta blev den första titeln på sex år för Manchester United.
Säsongen därpå (2023/24) slutade Manchester United på 8:e plats i Premier League – vilket blev lagets sämsta placering någonsin i turneringen. Däremot lyckades Ten Hag vinna FA-cupen efter en finalvinst mot Manchester City, vilket belönade honom med en förlängning av sitt kontrakt till 2026.

## Meriter

### Spelare
De Graafschap
- Eerste Divisie: 1990–91

FC Twente
- KNVB Cup: 2000–01

### Tränare
Ajax
- Eredivisie: 2018–19, 2020–21, 2021–22
- KNVB Cup: 2018–19, 2020–21[7]
- Johan Cruijff Schaal: 2019

Manchester United
- Engelska ligacupen: 2022–23
- FA-cupen: 2023–24